# Zaw-Sing Su
Zaw-Sing Su (ur. w 1937 w Chinach) – informatyk pochodzenia chińskiego, obywatel Kanady, zamieszkały w USA, współtwórca wraz z Jonem Postelem podstaw systemu nazewnictwa domen internetowych.
W 1968 ukończył studia na wydziale inżynierii elektrycznej Uniwersytetu Ottawy (Kanada), broniąc pracę magisterską pt. Some Families of Star-Free Events. W 1975 r. obronił na Uniwersytecie Toronto doktorat z informatyki pt. Dynamic Scheduling with Preemption: A Deterministic Approach.
W latach 80. XX w. pracował w Stanford Research Institute (SRI International) w Kalifornii, gdzie brał czynny udział w początkowej fazie tworzenia standardów infrastruktury internetu, w szczególności systemu DNS. Autor czterech dokumentów RFC: RFC 781 ↓, RFC 810 ↓, RFC 819 ↓, RFC 830 ↓.